# Ernest Nuamah
Ernest Nuamah, né le 1er novembre 2003 à Kumasi au Ghana, est un footballeur international ghanéen. Il joue actuellement au poste d'ailier à l'Olympique lyonnais.

## Biographie

### Carrière en club

#### FC Nordsjælland
Né à Kumasi au Ghana, Ernest Nuamah est formé par la Right to Dream Academy au Ghana. Il découvre l'Europe et le Danemark en rejoignant le FC Nordsjaelland en janvier 2022. C'est avec ce club qu'il fait ses débuts en professionnel, le 10 avril 2022, lors d'une rencontre de Superligaen face à l'AGF Aarhus. Il entre en jeu à la place de Magnus Kofod Andersen ce jour-là et se fait remarquer en inscrivant également son premier but.
Le 3 octobre 2022, Nuamah se fait remarquer lors d'une rencontre de championnat face au Randers FC en marquant après seulement douze secondes de jeu, ce qui fait de ce but le deuxième plus rapide de l'histoire du championnat danois. Il contribue ce jour-là à la victoire de son équipe par trois buts à un.
Nuamah entame la saison 2023-2024 en étant l'auteur d'un triplé dès la première journée, le 24 juillet 2023 face au Viborg FF. Titulaire, il permet à son équipe de s'imposer par quatre buts à un,.

#### RWD Molenbeek
En août 2023, il rejoint le club belge du RWD Molenbeek pour un montant estimé entre 20 et 30 millions d'euros. Dans la foulée, il est prêté jusqu'en juin 2024 à l'Olympique lyonnais ; les deux clubs ayant le même actionnaire, l'homme d'affaires américain John Textor. Grâce à sa performance, il figure dans une liste des dix joueurs prétendant pour le prix du meilleur jeune de l'année 2023 des CAF AWARDS.

#### Olympique lyonnais
En effet, le jeune footballeur se démarque en Ligue 1 (2023-2024) à l'Olympique lyonnais. Il est titulaire 20 matchs sur 26 et contribue à la remontée de l'OL dans le classement avec 3 buts.
Lors du mercato estival, il est annoncé avec insistance du côté de Fulham. En effet, l'Olympique lyonnais est en proie à des difficultés financières et force pour le départ de Nuamah possède une forte valeur marchande. Refusant l'offre, Nuamah se volatilise avant la fin de l’examen médical pour ne réapparaître qu'après la date butoir de fin de mercato. Par la suite, les dirigeants du club s'excusent auprès de lui pour avoir lui mis la pression[réf. souhaitée].
Lors du mercato hivernal 2024-2025, le club ne force pas son départ et choisit de le conserver. Sous la houlette du nouvel entraîneur Paulo Fonseca, qui a remplacé Pierre Sage, l’international ghanéen retrouve des couleurs. Le 9 mars 2025, il permet notamment à Lyon d'asseoir sa victoire à Nice en marquant le deuxième but du match (2-0).

### Carrière en sélection
Le 4 novembre 2022, Ernest Nuamah est retenu par Otto Addo, le sélectionneur de l'équipe nationale du Ghana, dans une liste provisoire de 55 joueurs pour participer à la Coupe du monde 2022. Il ne figure toutefois pas dans la liste finale pour disputer la compétition. Le 31 décembre 2023, il est retenu dans la liste des vingt-sept joueurs ghanéens sélectionnés par Chris Hughton pour disputer la Coupe d'Afrique des nations 2023.
Nuamah marque son premier but en sélection le 7 septembre 2023 face à la République centrafricaine. Entré en jeu à la place d'Osman Bukari, il marque le but vainqueur de son équipe en fin de match (2-1 score final).

## Statistiques
| Saison                | Club                      | Championnat           | Championnat | Championnat | Championnat | Coupe(s) nationale(s) | Coupe(s) nationale(s) | Coupe(s) nationale(s) | Supercoupe | Supercoupe | Supercoupe | Compétition(s) continentale(s) | Compétition(s) continentale(s) | Compétition(s) continentale(s) | Compétition(s) continentale(s) | Total | Total | Total |
| Saison                | Club                      | Division              | M.          | B.          | P.d.        | M.                    | B.                    | P.d.                  | M.         | B.         | P.d.       | Comp.                          | M.                             | B.                             | P.d.                           | M.    | B.    | P.d.  |
| 2021-2022             | FC Nordsjælland           | Superligaen           | 9           | 1           | 0           | -                     | -                     | -                     | -          | -          | -          | -                              | -                              | -                              | -                              | 9     | 1     | 0     |
| 2022-2023             | FC Nordsjælland           | Superligaen           | 30          | 12          | 4           | 4                     | 3                     | 0                     | -          | -          | -          | -                              | -                              | -                              | -                              | 34    | 15    | 4     |
| 2023-2024             | FC Nordsjælland           | Superligaen           | 4           | 4           | 1           | -                     | -                     | -                     | -          | -          | -          | C4                             | 2                              | 0                              | 0                              | 6     | 4     | 1     |
| Sous-total            | Sous-total                | Sous-total            | 43          | 17          | 5           | 4                     | 3                     | 0                     | -          | -          | -          | -                              | 2                              | 0                              | 0                              | 49    | 20    | 5     |
| 2023-2024             | Olympique lyonnais (prêt) | Ligue 1               | 29          | 3           | 2           | 4                     | 0                     | 0                     | -          | -          | -          | -                              | -                              | -                              | -                              | 33    | 3     | 2     |
| 2024-2025             | Olympique lyonnais        | Ligue 1               | 23          | 3           | 1           | 1                     | 0                     | 0                     | -          | -          | -          | C3                             | 9                              | 3                              | 1                              | 33    | 6     | 2     |
| Sous-total            | Sous-total                | Sous-total            | 52          | 6           | 3           | 5                     | 0                     | 0                     | 0          | 0          | 0          | -                              | 9                              | 3                              | 1                              | 66    | 9     | 4     |
| Total sur la carrière | Total sur la carrière     | Total sur la carrière | 95          | 23          | 8           | 9                     | 3                     | 0                     | 0          | 0          | 0          | -                              | 11                             | 3                              | 1                              | 115   | 29    | 9     |

### En sélection nationale
| Saison                | Sélection             | Phases finales        | Phases finales | Phases finales | Phases finales | Éliminatoires | Éliminatoires | Éliminatoires | Matchs amicaux | Matchs amicaux | Matchs amicaux | Total | Total | Total |
| Saison                | Sélection             | Compétition           | M              | B              | Pd             | M             | B             | Pd            | M              | B              | Pd             | M     | B     | Pd    |
| --------------------- | --------------------- | --------------------- | -------------- | -------------- | -------------- | ------------- | ------------- | ------------- | -------------- | -------------- | -------------- | ----- | ----- | ----- |
| 2022-2023             | Ghana                 | -                     | -              | -              | -              | 1             | 0             | 0             | -              | -              | -              | 1     | 0     | 0     |
| 2023-2024             | Ghana                 | CAN 2024              | 1              | 0              | 0              | 4             | 2             | 0             | 6              | 1              | 1              | 11    | 3     | 1     |
| 2024-2025             | Ghana                 | -                     | -              | -              | -              | 6             | 1             | 2             | -              | -              | -              | 6     | 1     | 2     |
| Total sur la carrière | Total sur la carrière | Total sur la carrière | 1              | 0              | 0              | 11            | 3             | 2             | 6              | 1              | 1              | 18    | 4     | 3     |

## Palmarès
Il est vice-champion du Danemark en 2023 avec le FC Nordsjælland.